# Концептуальное искусство
Это статья об искусстве XX века. См. также Концептуализм в философии
Концептуа́льное иску́сство, концептуали́зм (от лат. conceptus — мысль, представление) — литературно-художественное направление постмодернизма, оформившееся в конце 60-х — начале 70-х годов XX века в Америке и Европе.
В концептуализме концепция произведения важнее его физического выражения, цель искусства — в передаче идеи. Концептуальные объекты могут существовать в виде фраз, текстов, схем, графиков, чертежей, фотографий, аудио- и видео- материалов. Объектом искусства может стать любой предмет, явление, процесс, поскольку концептуальное искусство представляет собой чистый художественный жест.
Один из основоположников течения с художниками группы Искусство и язык, американский художник Джозеф Кошут, видел значение концептуализма в «коренном переосмыслении того, каким образом функционирует произведение искусства — или как функционирует сама культура … искусство — это сила идеи, а не материала». Классическим образцом концептуализма стала его композиция «Один и три стула» (1965), включающая стул, его фотографию и описание предмета из словаря.
Концептуальное искусство обращается не к эмоциональному восприятию, а к интеллектуальному осмыслению увиденного.

## Понятие «концептуального искусства»
Особенностью работ из сферы концептуального искусства, по мнению художественного редактора BBC Уилла Гомперца, является их сосредоточенность
«…не столько на создании физического объекта, сколько на идеях: потому его и называют концептуальным».
Концептуалисты часто использовали уже готовые предметы, однако, несмотря на заложенные в них утилитарные функции, придавали им совсем другой смысл. Сол Левитт в статье 1967 года для журнала «Артфорум» предложил такое определение концептуального искусства:
«…цель художника, занимающегося концептуальным искусством, — сделать свою работу интеллектуально интересной для зрителя, и при этом не затрагивая его душу».
 Концептуализм никогда не был единым направлением. Концептуализм является обобщающим понятием для нескольких видов искусства. Отвергая идею о том, что искусство обязательно должно приносить эстетическое удовольствие, концептуальные художники работают в разных сферах, включая перфоманс, видео-арт, ленд-арт и арте повера. Часто последователями идей концептуализма создаются необычные временные инсталляции, которые, по задумке, должны расширять границы восприятия и делать искусство доступным каждому.

## История

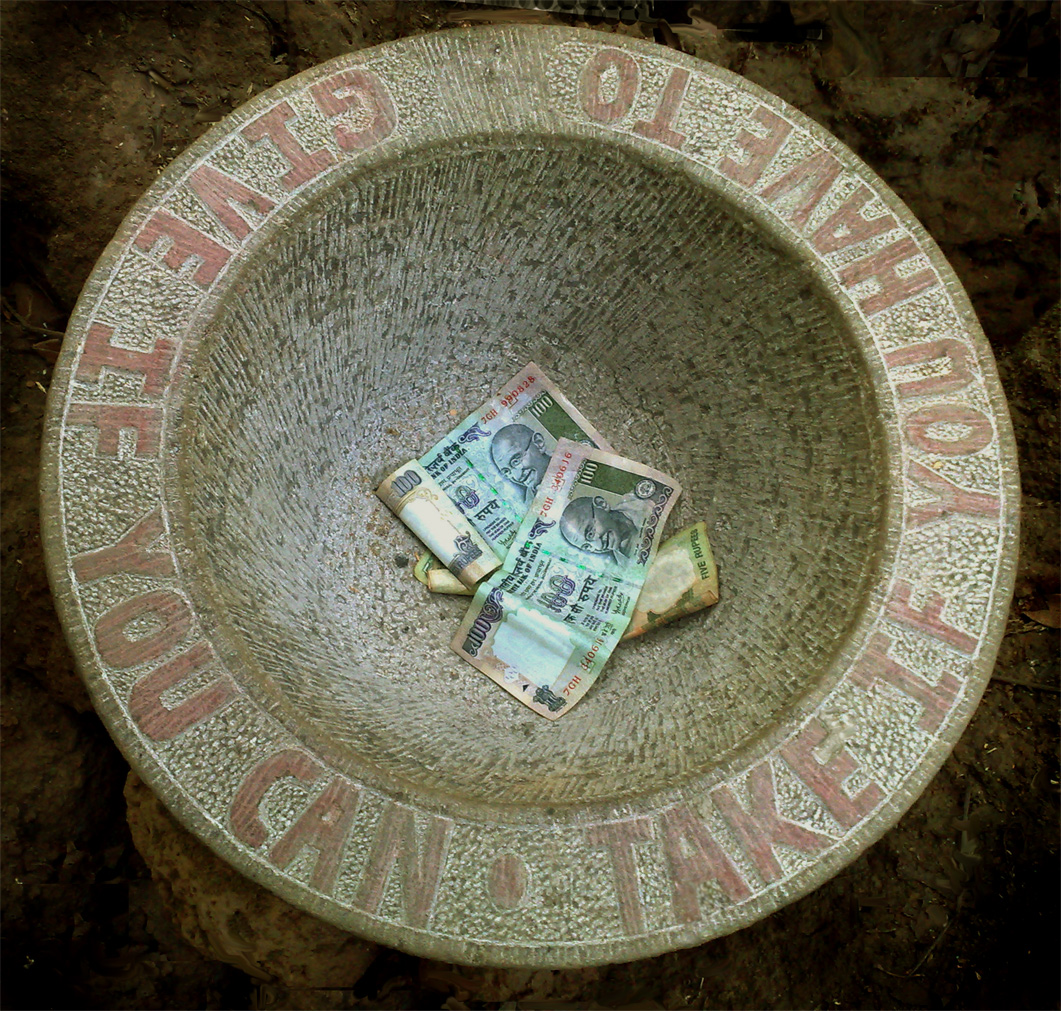
Яцек Тылицки, Каменная скульптура, Apaмбол джунгли, Гоа, Индия, 2009

Изобретение термина «концептуальное искусство» приписывают американскому философу и музыканту Генри Флинту. Так называлось его эссе 1961 года (Conceptual Art), опубликованное в книге An Anthology of Chance Operations под редакцией Джексона МакЛоу и Ла Монте Янга в 1963 году.
Французский художник Марсель Дюшан подготовил «почву» для концептуалистов своими «реди-мейдами». Наиболее известным из дюшановских реди-мейдов был «Фонтан» (1917), писсуар, подписанный художником псевдонимом «R.Mutt» (каламбур, напоминавший о популярных мультяшных героях Матте и Джеффе), и предложенный в качестве экспоната для выставки Общества независимых художников Нью-Йорка.

Именно М. Дюшан впервые поднял вопрос о переоценке того, что можно считать искусством. До этого момента считалось, что искусство должно обладать эстетической, технической и интеллектуальной ценностью. Идеи Дюшана и их теоретическая важность для будущего концептуализма было позднее оценено американским художником Джозефом Кошутом. В своём эссе «Искусство после философии» (Art after Philosophy, 1969) Кошут писал: «Все искусство (после Дюшана) — концептуально по своей природе, потому что искусство и существует лишь в виде идеи» («All art (after Duchamp) is conceptual (in nature) because art only exists conceptually»). Исполнив провокационный и показательный разрыв с традицией в 1917 году, художник дает начало новой концепции, исходя из которой, идея и задумка автора при оценке произведения превосходят его зримую красоту. 
«Ибо художнику самому решать, что является произведением искусства, а что нет. Позиция Дюшана заключалась в следующем: если художник, сознавая контексты и смыслы, объявил свою работу произведением искусства, то так оно и есть».
Отстаивая первостепенность концепции над самим создаваемым объектом, он настаивал на том, что художников не следует ограничивать в выражении своих мыслей и эмоций. Теперь художник в праве передать свою идею теми средствами, которыми тот посчитает нужными. Как вариант, идея может быть передана даже посредством собственного тела, в субжанре концептуального искусства, который получил название «перфоманс».

В узком смысле слова термин «концептуализм» связан с художниками второй половины 1960-х годов, задавшихся вопрос о том, что есть искусство (art in general). Одним из главных инструментов в концептуальном искусстве 1960-х годов становится фотография. С помощь камеры удается провести некоторый анализ. Например, французская художница Софи Калль с помощью фотографии выявляет фиктивность любого документа. Также отметим советского фотографа Бориса Михайлова, единственного фотографа из СССР, у которого была своя ретроспектива в Музее современного искусства в Нью-Йорке.
«Михайлов делает странные фотографии, некрасивые. Например, у него есть серия „Неоконченная диссертация“: это такие черно-белые фотокарточки ни о чём, как будто из семейного альбома. Тем не менее он удерживает эту тонкую грань: сообщая о бесформенном, он проявляет какой-то минимум формализма».
Концептуальное искусство оформилось как движение на протяжении всего периода 1960-х. В 1970 состоялась первая выставка концептуального искусства Концептуальное искусство и концептуальные художники, которая была проведена в Нью-Йоркском культурном центре.

## Московский концептуализм
Особое место в истории данного течения занимает московский концептуализм, в силу холодной войны и железного занавеса развивавшийся в изоляции от стран Западной и Восточной Европы, Азии и Америки. Так, в отличие от западного концептуализма русские представители данного течения не образовывали единую арт-группу. Во второй половине 1970-х и в начале 1980-х основной темой для московских концептуалистов становится советская действительность. Как отмечает Дмитрий Хмельницкий «антисоветское искусство возникло как плоть от плоти передового советского. Как его негатив». Работы Кабакова, Булатова, Монастырского, Пивоварова, Пригова и Наховой относятся к романтического концептуализму — термину, впервые упомянутому в статье философа Бориса Гройса в журнале «А—Я». Гройс писал: 
«И все же не знаю лучшего способа обозначить то, что происходит сейчас в Москве и выглядит достаточно модно и оригинально».
Художники Комар и Меламид, Чуйков также являются представителями отечественного варианта концептуализма, а именно соц-арта.

## Концептуализм в литературе
Концептуализм существует не только в сфере изобразительного искусства. Он также представлен в литературе. Одним из ярких примеров русского литературного концептуализма является Владимир Сорокин. Сорокин работает с разными типами речи и с разными типами речевых практик. Это можно проиллюстрировать на примере его романа «Голубое сало, 1999 года:
»…там представлены клоны писателей, Толстого, Достоевского, ещё кого-то, и эти клоны пишут как оригиналы. Но чтобы застраховать себя, чтобы не претендовать на точное воспроизведение манеры Толстого или Достоевского, Сорокин пишет: этот клон получился на 75 %, этот — на 60 %. Тут нет и не может быть идеального повторения, но есть намек на определённый тип литературной практики с условным именем «Лев Толстой» или «Федор Достоевский». Сорокин работает с этими типами речи как с материалом, иначе говоря, работает как настоящий концептуальный художник".

## Примеры концептуального искусства

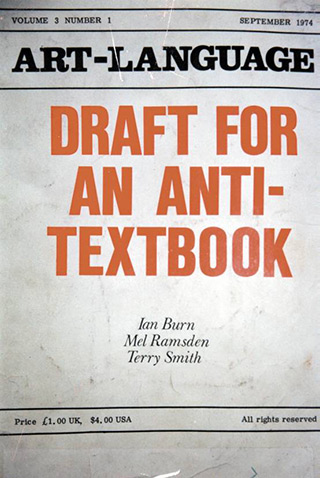
Art & Language, Art-Language Vol.3 Nr.1, 1974

- Art & Language, Art-Language Vol.3 Nr.1, 19741953 — Роберт Раушенберг выставил «Стертый рисунок Де Кунинга» («Erased De Kooning Drawing») — рисунок Виллема Де Кунинга, который Раушенберг стер. Он поднял многие вопросы о природе искусства, дав возможность зрителю решать, может ли стертая работа другого художника быть творческим актом, может ли быть эта работа искусством только потому, что знаменитый Раушенберг стер её.
- 1957 — Ив Клейн, «Аэростатическая скульптура (Париж)» («Aerostatic Sculpture (Paris)»). Композиция из 1001 голубого воздушного шарика в небе над Galerie Iris Clert для рекламы выставки Le Vid. Клейн также выставил «Одну минуту огненной живописи» («One Minute Fire Painting»), которая была голубой панелью, в которой было установлено 16 шутих. Позже в 1957 Клейн объявил, что его живопись теперь невидима и демонстрировал её в пустой комнате. Эта выставка была названа «Поверхности и объёмы невидимой живописной чувствительности» («The Surfaces and Volumes of Invisible Pictorial Sensibility»).
- 1960 — Акция Ива Кляйна, названная «Прыжок в пустоту» («A Leap Into The Void»), во время которой он прыгнул из окна.
- 1960 — Художник Stanley Brouwn заявил, что все обувные магазины Амстердама составляют выставку его работ. В Ванкувере Иан и Ингрид Бакстер выставили содержимое четырёхкомнатной квартиры, упакованное в пластиковые пакеты.
- 1961 — Роберт Раушенберг послал телеграмму в Galerie Iris Clert, в которой говорилось: «Это портрет Iris Clert, если я так утверждаю», в качестве своего вклада в выставку портретов.
- 1961 — Пьеро Манцони выставил своё собственное дыхание (в воздушных шарах) как «Bodies of Air», а также подписывал тела других людей, объявляя их живущими произведениями искусства.
- 1961-1962 — Работа Христо Явашева и Жанны-Клод де Гийебон «Железный занавес» («Iron Curtain»): баррикада из бочек для нефтепродуктов на узкой улице в Париже, препятствовавшая автомобильному движению. Эта работа была протестом против возведения Берлинской стены[10].
- 1962 — Ив Клейн представил «Immaterial Pictorial Sensitivity» в виде церемонии на берегу Сены. Он предложил продать его «живописную чувствительность» (что бы это ни было) в обмен на золотой лист. Во время этой церемонии покупатель давал Клейну золотой лист в обмен на сертификат. Поскольку «чувствительность» Клейна была нематериальной, покупателю предлагалось сжечь сертификат, в то время как Клейн бросал лист в Сену (всего было семь покупок).
- 1962 — Пьеро Манцони создал «Основание мира» («The Base of the World»), выставив планету как собственное произведение искусства.
- 1963 — Статья Генри Флинта «Концептуальное искусство: эссе» (Essay: Concept Art) была опубликована в «An Anthology…»
- 1964 — Йоко Оно опубликовала «Грейпфрут: книга инструкций и рисунков» («Grapefruit: A Book of Instructions and Drawings»). Пример эвристического искусства или серию инструкций как приобрести эстетический опыт.
- 1965 — Концептуальная акция John Latham, названная «Still and Chew». Он пригласил студентов художественного вуза протестовать против ценностей Clement Greenberg «Art and Culture». Страницы книги из студенческой библиотеки были разжеваны студентами и возвращены в библиотеку в бутылках с этикетками. Latham был после этого уволен.
- 1965 — Джозеф Кошут датировал концепцию «Одного и трёх стульев». Презентация работы включала стул, его фото и определение слова «стул». Кошут взял определение из словаря. Известны четыре версии с разными определениями.
- 1967 — Параграфы о концептуальном искусстве (Paragraphs on Conceptual Art) Сола Ле Витта были опубликованы в журнале «Artforum». «Параграфы» отмечали трансгрессию Минимализма и Концептуального искусства.
- 1969 — Роберт Барри и его телепатическое произведение («Telepathic Piece»), о котором художник заявил: «На протяжении выставки я попытаюсь телепатически коммуницировать произведение искусства, природа которого — серия мыслей, которые не пригодны для слов и образов» (During the exhibition I will try to communicate telepathically a work of art, the nature of which is a series of thoughts that are not applicable to language or image).
- 1969 — Первый номер «Art-Language» увидел свет в мае. Он имел подзаголовок «The Journal of conceptual art», редакторами были Terry Atkinson, David Bainbridge, Michael Baldwin и Harold Hurrell: «Art & Language». Английский журнал «Studio International» опубликовал статью Кошута «Искусство после философии» («Art after Philosophy») в трёх частях (октябрь-декабрь).
- 1970 — Douglas Huebler выставил серию фотографий, которые художник делал каждые две минуты пока ехал по дороге на протяжении 24 минут.
- 1970 — Douglas Huebler попросил посетителей музея написать «one authentic secret». В результате 1800 документов были объединены в книгу, которая была очень скучным чтением, так как большинство секретов были похожи.
- 1971 — Hans Haacke «Real Time Social System». Документальное описание недвижимости третьего по величине землевладельца в Нью-Йорке. Музей Гуггенхейма отказался экспонировать эту выставку.
- 1972 — Fred Forrest купил кусок пустой площади в газете Le Monde и пригласил читателей заполнить её своими собственными рисунками.
- 1974 — Марина Абрамович создала перфоманс под названием «Ритм 0». В концепцию данного перфоманса входило наличие 72 предметов, некоторые из которых могли доставить удовольствие, тогда как другие причинить боль. Идея перфоманса заключалась в предоставлении полной свободы действий, по отношению к Абрамович, с помощью данных предметов, в течение 6-ти часов.
- 1974 — В Амарилло штат Техас была создана инсталляция Ранчо Кадиллаков.
- 1975-76 — Три номера журнала «The Fox» были опубликованы в Нью-Йорке. Редактором был Джозеф Кошут. «The Fox» стал важной платформой для американских членов группы Искусство и язык. Karl Beveridge, Ian Burn, Sarah Charlesworth, Michael Corris, Джозеф Кошут, Andrew Menard, Mel Ramsden и Terry Smith писали статьи, посвящённые современному искусству.
- 1977 — Вальтер де Мария «Vertical Earth Kilometer» в Касселе, Германия. Это был километр проволоки, погруженной в землю, так что ничего не было видно, кроме нескольких сантиметров. Несмотря на размер, работа присутствовала преимущественно в воображении зрителя.
- 1989 — Впервые выставлена «Angola to Vietnam» Кристофера Уильямса (Christopher Williams) Работа состояла из серии черно-белых фотографий стеклянных ботанических образцов из Ботанического музея университета в Гарварде, выбранных соответственно списку тридцати шести стран, в которых имели место политические исчезновения на протяжении 1985 года.
- 1991 — Чарльз Саатчи «открыл» Дэмиена Херста и в следующем году выставил его «The Physical Impossibility of Death in the Mind of Someone Living», акулу в аквариуме с формальдегидом.
- 1993 — Matthieu Laurette принял участие во французской телевизионной игре «Tournez manège», где ведущая спросила его, кто он, на что он ответил: «мультимедийный художник». Laurette разослал приглашения художественной публике посмотреть шоу по телевизору, превратив своё представление в качестве художника в срежиссированную реальность.
- 1993 — Ванесса Бикрофт устроила свой первый перформанс в Милане, Италия, использовав моделей.
- 1992-1993 — Джиллиан Уэринг. Хромогенная печать на алюминиевой табличке с надписью «Я в отчаянии» из цикла «Знаки, которые говорят то, что вы хотите, чтобы они сказали, а не знаки, которые говорят то, что другие люди хотят, чтобы вы сказали». Хранение: Галерея Морин Пейли, Лондон, Великобритания.
- 1999 — Трейси Эмин номинирована на Премию Тернера. Часть её экспозиции «My Bed», её неубранная кровать, окружённая такими предметами как презервативы, испачканные трусы, бутылки и домашние тапочки.
- 2001 — Martin Creed получил Премию Тернера за «The Lights Going On and Off», пустую комнату, в которой свет включался и выключался.
- 2004 — Видео «Без названия» Андреа Фрейзер, документальное запечатление её сексуальной встречи с коллекционером в отеле (коллекционер согласился заплатить $20,000 за встречу) было выставлено в Friedrich Petzel Gallery, вместе с её работой 1993 года «Don’t Postpone Joy, or Collecting Can Be Fun», 27-страничная запись интервью с коллекционером.
- 2005 — Саймон Старлинг (Simon Starling) получил Премию Тернера за Shedboatshed, деревянный сарай, который он превратил в лодку, проплыл вниз по Рейну и переделал снова в сарай.
- 2009 — Паола Пиви и её работа «1000», исполненная в Тейт Модерн.
- 2009 — Оттмар Хёрль (Ottmar Hörl) создал скандальную инсталляцию «Танец с дьяволом» из 1250 чёрных пластиковых гномов, каждый из которых поднимал правую руку, символизируя тем самым нацистское приветствие. Таким образом художник протестовал против роста неонацизма в современной Германии[11][12].

## Художники
- Аккончи Вито
- Иэн Бакстерэнд
- Роберт Барри
- Джон Балдессари
- Виктор Бёрджин
- Ванесса Бикрофт
- Йозеф Бойс
- Майкл Болдуин
- Даниель Бюрен
- Лоуренс Вайнер
- Гилберт и Джордж
- Ян Диббетс
- Брацо Дмитриевич
- Марсель Дюшан
- «Искусство и язык»
- Маурицио Каттелан
- Джозеф Кошут
- Лес Левин
- Сол Ле Витт
- Ричард Лонг
- Йоко Оно
- Роман Опалка
- Денис Оппенхейм
- Ханс Хааке (Hans Haacke)
- Оттмар Хёрль
- Гарольд Харрел
- Дуглас Хюблер
- Терри Эткинсон
- Трейси Эмин
- Ив Кляйн
- Billy Apple
- Art & Language
- Michael Asher
- Mel Bochner
- Allan Bridge
- Marcel Broodthaers
- Крис Бурден
- Mark Divo
- Shahram Entekhabi
- Andrea Fraser
- Дэн Грэхем
- Iris Häussler
- Jenny Holzer
- Zhang Huan
- Douglas Huebler
- Ray Johnson
- Он Кавара
- John Latham
- Matthieu Laurette
- Mark Lombardi
- Allan McCollum
- Adrian Piper
- Уильям Поуп Эл
- Марта Розлер
- Джан Карло Риккарди
- Allen Ruppersberg
- Яцек Тылицки
- Wolf Vostell
- Lawrence Weiner
- Gillian Wearing
- Christopher Williams
- Jarosław Kozłowski (Польский художник)
- Andrzej Szewczyk (Польский художник)
- Stanisław Dróżdż (Польский художник)
- Марина Абрамович
- Альберт, Юрий
- Илья Кабаков
- Андрей Монастырский
- Новиков, Игорь Алексеевич
- Пригов, Дмитрий Александрович
- Пивоваров, Виктор Дмитриевич
- Евгений Семёнов